# 蚤状溞
蚤状溞（学名：Daphnia pulex）为溞科溞属的动物。分布于世界各地，属于广温性物种，在北纬和中纬地带分布，常见于水潭、水坑、池塘以及小河等小型水域中，在南纬地带出现于湖泊或水库等敞水区。